# Fungicid
Fungicid je pesticid používaný k hubení či potlačování hub, které napadají rostliny a působí na nich ekonomické škody, respektive působí škody na výnosu. Mimo zemědělství se s fungicidy lze setkat například ve stavebnictví, kde se používají k ochraně dřeva či nátěru. Jak už název napovídá jejich úlohou je usmrcení daného organizmu. Nasazení fungicidů a jiných pesticidů je v současnosti nejen v rozvinutých zemích výraznou součástí integrované ochrany rostlin.
Fungicidy obsahují několik prvků, které ovlivňují jednak účinnost samotného přípravku, ale také chování ve vodním prostředí či vůči necílovým organizmům. Fungicidy se obecně skládají z účinných látek, plnidla, adjuvantu, safeneru, synergentu a rozpouštědla.
Některé fungicidy jsou zdraví škodlivé i škodlivé pro životní prostředí, např. kuprikol. Jeho významnou složkou je oxychlorid mědi.

## Druhy

### Karbamáty
- Propamocarb